# Hammarbytaklökssläktet
Hammarbytaklökssläktet (Jovibarba) är ett släkte inom familjen fetbladsväxter med två europeiska arter. De kan odlas som trädgårdsväxer i Sverige.
Fleråriga örter som bildar bladrosetter. Bladen är enkla, suckulenta, oskaftade, helbräddade med kanthår, de är ofta även körtelhåriga. Blomstjälken blir ett par decimeter hög och bär blad. Blommorna kommer i ett toppställt knippe och är klocklika. Foderbladen är sammanväxta vid basen, medan kronbladen är fria. De är uppåtriktade, gula, kölade och kantade med körtelhår. Ståndarna är dubbelt så många som kronbladen. Frukten är en samling baljkapslar.
Taklökar i släktet Sempervivum skiljs genom sina stjärnlika blommor som saknar körtelhår och kölar.
Släktnamnet Jovibarba betyder "Jupiters skägg".